# Starokrzepice
Starokrzepice est une localité polonaise de la gmina de Krzepice, située dans le powiat de Kłobuck en voïvodie de Silésie.